# Al-Thethar District
Al-Thethar District är ett distrikt i Irak.   Det ligger i provinsen Saladin, i den centrala delen av landet, 110 km nordväst om huvudstaden Bagdad.